# Архијерејско намјесништво зворничко
Архијерејско намјесништво зворничко чини одређени број црквених општина и парохија Епархије зворничко-тузланске Српске православне цркве, под надзором архијерејског намесника са седиштем у Зворнику.
Архијерејско намјесништво Зворничко обухвата 19 парохија и 19 црквених општина. У намјесништву има 19 парохијских свештеника и 4 парохијска ђакона.
Према посљедњој регулацији Епархије од 18. септембра 2013. године из овог намјесништва издвојено је новоформирано архијерејско намјесништво Сребреничко-подрињско.

## Парохије
- Дрињачка парохија Дрињача,[1] чине је села: Дрињача, Ђевање, Лијешањ, Каменица, Ново Село, Сопотник и Зелиње.

Црква Светог ђакона Авакума у Дрињачи - градња је почела 1968. године и освештао епископ зворничко-тузлански Лонгин Томић 31. августа 1969. године.
- Зворник 1. парохија Зворник,[2] чини је део града Зворника и то: Улица патријарха Павла, од зелене пијаце закључно са зградама Б-1 и Б-2; Ул. рибарска (парни бројеви); Трг краља Петра I Крађорђевића (парни бројеви); Улица Вука Караџића од почетка до бр. 77 и Улице рибарске, те улице: Јадарска, Спречанска, Пионирска, Омладинска, 9. априла, Нова улица, Вратоломачки пут, Радничка, Гаврила Принципа.

Саборна црква Рођења Пресвете Богородице у Зворнику - градња је почела 2008. године по пројекту архитекте др Драгана Јевтића из Зворника. Темеље је освештао епископ зворничко-тузлански Василије 19. септембра 2010. године. Куполске крстове и звона за храм освештао је епископ зворничко-тузлански Хризостом 21. септембра 2014. године.
- Зворник 2. парохија Зворник,[3] чини је део града Зворника и то: Светог Саве, Горанска, Горњи пут, Ослобођења, Ђурђевданска и Српских јунака, те непарни бројеви у Улици краља Александра Карађорђевића од моста до краја улице и Викенд насеље на Зворничком језеру.

Саборна црква Рођења Пресвете Богородице у Зворнику
- Зворник 1. парохија Зворник,[3] чини је део града Зворника и то улице: Улица српских јунака (парни бројеви, од Моста краља Александра Карађорђевића до краја улице), Трг краља Петра I Карађорђевића (непарни бројеви), те улице: Карађорђева, Симе Перића, Мајевичка до базена, Браће Обрадовића, Браће Стефановића, Попа Петра Лазаревића, Марка Марковића, Снаговачка, Болничка, Каменичка, Видовданска, дио Улице патријарха Павла, од моста до зелене пијаце.

Црква Рођења Светог Јована Крститеља у Зворнику - градња је почела 1817. године. Цркву је освештао 1823. године митрополит зворнички Гаврило „Хроми”. Предање каже да, када су Срби намислили градити храм, Стеван Ковачевић из Локања оде на коњу у Цариград, понијевши са собом кесу дуката. Намера му је била да тражи дозволу од султана за градњу храма. Пошто је успјешно обавио задатак, као знак захвалности, када је умро сахрањен је у порти сјеверозападно од храма.
- Зворник 2. парохија Зворник,[4] чини је део града Зворника и то улице: Браће Југовић са зградама Б-6, Б-7, Б-8, Б-11, Б-12, Б-13, Б-14, Б-15, Б-16, Б-17, Б-18 и припадајуће породичне куће између тих зграда, затим улице Вука Караџића од Гимназије до броја 163 (куће Стојана Савића) и лијева страна улице Рибарске, улице Дринске, затим улица Змај од Ноћаја и Буковички пут, насеље Шћемлија и Каменолом, дио улице Патријарха Павла од моста до Робне куће и зграда Мејдан, десна страна ул. Светог Саве од моста до бр. 68 закључно.

Црква Рођења Светог Јована Крститеља у Зворнику
- Зворник-КАРАКАЈ парохија Каракај, Зворник,[5] као пету зворничку парохију  сачињавају је следеће улице: Браће Југовића Б-19, Вука Караџића од бр. 165, зграда „Спасојевић“ и „Дуга“, улица Подрињска, насеље „Бирач“, Каракај до железничке пруге, Ђиле и Глумина до раскрснице за Шћемлију

Црква Васкрсења Господњег у Каракају -  градња храма почела је 1998. године према пројекту архитекте Драгана Јевтића из Зворника. Темеље храма освештао је епископ зворничко-тузлански Василије 13. априла 2004. године. Градња је завршена 2008. године, а храм је освештао 28. септембра исте године епископ зворничко-тузлански Василије.
- Кисељачко-јасеничка и трновичка парохија Трновица[6] чине је села: Трновица, Јасеница, Кисељак и Витиница.

Црква Преображења Господњег у Трновици - градња храма почела је 1. новембра 2001. године. Темеље је освештао епископ зворничко-тузлански Василије 27. јула 2002. године, као и цркву 29. јула 2007. године.
- Козлук 1. парохија Козлук,[7] чине је део села Табанци од Табаначке реке, Козлук и Скочић.

Црква Светих апостола Петра и Павла у Козлуку - градња је почела 1997. године према пројекту архитекте Стојка Грубача из Бањалуке. Цркву је освештао 1. августа 2010. године надлежни архијереј Василије. Поред нове цркве налази се и стари храм из 1904. године. Услед недостатка летописа козлучке парохије нема поузданих података о самом храму. Већина података заснива се на казивањима старијих парохијана. Подигнут је залагањем свештеномученика Петра Лазаревића према пројектној документацији коју је израдио др Јово Симић. Цркву је освештао митрополит зворничко-тузлански Григорије Живковић 1904. године.
- Козлук 2. парохија Козлук,[8] чини је село Тршић и део села Табанци до Табаначке реке.

Црква Светих апостола Петра и Павла у Козлуку
- Локањска парохија Локањ,[9] чине је села Доњи и Горњи Локањ.

Црква Покрова Пресвете Богородице у Горњем Локању - градња је почела 1987. године према пројекту архитекте Љубице Бошњак из Београда. Темеље храма освештао је епископ зворничко-тузлански Василије 27. новембра 1988. године и храм 21. јуна 1997. године.
- Оравачка парохија Оравац,[10] чине је села: Оравац, Јардан, Китовнице, Горњи Грбавци и Баљковица.

Црква Светог великомученика Пантелејмона у Оравцу - градња је почела 1998. године према пројекту архитекте Јасминке Преловац. Темеље храма освештао је епископ зворничко-тузлански Василије 3. октобра 1999. године и цркву 12. септембра 2004. године.
- Пиличка парохија Доња Пилица,[11] чини је село Пилица са засеоцима: Доња Пилица, Кула (Средња), Горња Пилица, Коса и Баре.

Црква Преподобне мати Параскеве у Пилици - градња је почела 1997. године. Црква је завршена 2003. године, а освештао га је 1. јуна исте године надлежни архијереј Василије.
- Роћевићка парохија Роћевић,[12] чинe је селa Роћевић и Пађине.

Црква Светог великомученика Прокопија у Роћевићу - градња је почела 1988. године према пројекту архитеката Миодрага Бунушевца и Добривоја Нешковића из Београда, на земљишту које је даривао Вукота Писић. Градња цркве завршена је 1997. године, а освештао 7. септембра исте године надлежни архијереј Василије.
- Тишчанска парохија Тишча,[13] чине је села: Тишча, Трново, Врело, Драгасевац, Грабовица, Доле, Кљештани, Јаковице и Јевтићи.

Црква Светог великомученика Прокопија у Тишчи - градња је почела 1995. године према пројекту Зорана Дракулића из Власенице. Храм је завршен 2001. године, исте године освештао га је епископ зворничко-тузлански Василије.
- Челопек 1. парохија Челопек,[14] чине је насеља: Челопек, Цер, Дунавац и дијелови насеља Јардан и Каракај.

Црква Свете Великомученице Марине у Челопеку - саграђен је на месту званом Црквиште, али није познато да ли је ту раније постојао храм. Градња цркве почела је 1990. године према пројекту архитеката Драгана Јевтића и Драгана Игњатовића из Зворника. Због ратних дешавања (1992-1995) радови су настављени тек у августу 1995. године. Темеље је  освештао епископ зворничко-тузлански Василије 7. септембра 1996. године и цркву 28. септембра 1997. године.
- Челопек 2. парохија Челопек,[15] чине је насеља Економија и Улице.

Црква Свете Великомученице Марине у Челопеку
- Шековићка парохија Шековићи,[16] чини је Шековићи са селима Каштијељ, Тупанари, Рашево, Брајинци, Победарје, Жељезник, Стрмица, Акмачићи, Жепинићи и Мајдан.

Црква Покрова Пресвете Богородице у Шековићима - градња је почела 1991. године. Због избијања ратних сукоба 1992. године на храму нису извођени никакви радови све до краја рата 1995. године. Темеље храма освештао је епископ зворничко-тузлански Василије 15. октобра 1996. године и цркву 14. октобра 2000. године.
- Шепачко-брањевска парохија Доњи Шепак,[17] чине је села: Брањево, Доњи и Средњи Шепак.

Црква Светог великомученика Пантелејмона у Шепку - градња је почела 1997. године. Темеље је освештао епископ зворничко-тузлански Василије 9. августа 1997. године. Градња је завршена 2004. године, а храм је освештао 5. септембра исте године надлежни архијереј Василије.
- Шетићка парохија Шетићи,[18] чине је села: Шетићи, Бошковићи, Петковци и Малешић.

Црква Светог пророка Илије у Шетићима - градња је завршена 1972. године. Храм је освештао 8. септембра 1974. године епископ зворничко-тузлански Лонгин Томић. У изградњи овог храма учествовали су и околни муслимани. Храм је обновљен 1997. године и тада је дозидан и звоник.